# باب پاریس
باب پاریس (انگلیسی: Bob Paris؛ زادهٔ ۱۴ دسامبر ۱۹۵۹) سخنران انگیزشی، مؤلّف، بازیگر تئاتر و تلویزیون، بدنساز، مانکن و فعّال حقوق مدنی اهل ایالات متحده آمریکا است. پاریس در سال ۱۹۸۳، قهرمان کمیته ملی فیزیک و آی‌اف‌بی‌بی بود.

## زندگی شخصی
پاریس در ژوئیه ۱۹۸۳، آشکار کرد که همجنسگراست. او نخستین ورزشکار حرفه‌ای مرد در جهان و در تمام رشته‌های ورزشی بود که زمانی که هنوز فعّالیت ورزشی حرفه‌ای داشت، گرایش جنسی خود را آشکار کرد.